# Гамбург-Реннебург
Реннебург (нім. Rönneburg) — частина району Гарбург вільного та ганзейського міста Гамбург. Місцевість розташована на південній околиці Гамбурга. На півдні та сході Реннебург межує з муніципалітетом Зефеталь (Нижня Саксонія).